# 蔣士忠
蔣士忠（？—？），號德符，广西桂林府全州人。

## 生平
万历二十五年（1597年）丁酉科广西乡试举人，四十一年（1613年）癸丑科進士，大理寺觀政，四十三年授户部主事，四十五年山西管粮，四十六年升貴州司员外郎，四十七年晋廣東司郎中，天啓三年（1623年）升四川布政使司右参政、分巡川北，六年八月升河南按察使，崇祯元年（1628年）正月，举天下卓異官二十四人之一，入覲，赐宴礼部，三月加升本省右布政使，仍管按察司事，三年官至贵州左布政使。

## 家族
曾祖蔣讓，诰赠南京光禄寺卿。祖父蔣三統，生员，诰赠吏部郎中。父蒋遵箴，隆庆二年戊辰进士，官南京光禄寺卿。